# Stenus alveolatus
Stenus alveolatus är en skalbaggsart som beskrevs av Thomas Casey. Stenus alveolatus ingår i släktet Stenus och familjen kortvingar. Inga underarter finns listade i Catalogue of Life.